# Mobilia köpcentrum
För andra betydelser, se Mobilia (olika betydelser).
Mobilia köpcentrum är ett av Malmös större köpcentrum med över hundra butiker fördelade på sex byggnader.

## Historik
Lokalerna började byggas redan 1899 och innehöll då textilfabriken Manufakturaktiebolaget. På 1950-talet gick fabriken samman med Malmö Yllefabriks AB och bildade bolaget MAB och MYA.
I maj 1967 öppnade möbelvaruhuset Mobilia av Bra bohagsgruppen. Under hösten 1968 byggdes lokalerna om och nyöppnade den 21 november 1968 som Mobilia Center med tolv avdelningar i den södra huskroppen, inklusive Reveny livsmedelsmarknad som då sades vara Europas största livsmedelshall.
Även det norra huset fick butiker 1973. Reveny heter Ica Malmborgs sedan 2001.
En större ombyggnad gjordes 2013, då den mellersta byggnaden till stora delar revs för att ge plats åt nybyggda lokaler.